# Бањатика
Бањатика (итал. Bagnatica) је насеље у Италији у округу Бергамо, региону Ломбардија.
Према процени из 2011. у насељу је живело 3578 становника. Насеље се налази на надморској висини од 220 м.

## Становништво
Према резултатима пописа становништва 2011. у општини је живело 4.154 становника.
| 1931. | 1936. | 1951. | 1961. | 1971. | 1981. | 1991. | 2001. | 2011. |
| ----- | ----- | ----- | ----- | ----- | ----- | ----- | ----- | ----- |
| 1.835 | 1.658 | 1.905 | 1.881 | 2.138 | 2.395 | 3.226 | 3.628 | 4.154 |